# Microprotus paradoxus
Microprotus paradoxus är en kräftdjursart som först beskrevs av Yakov Avadievich Birstein 1970.  Microprotus paradoxus ingår i släktet Microprotus och familjen Munnopsidae. Inga underarter finns listade i Catalogue of Life.